# レールズ〜アンソロジー・ライヴ2011
『レールズ〜アンソロジー・ライヴ2011』（原題：Live Rails）は、イギリスのギタリスト、スティーヴ・ハケットが2011年に発表したライブ・アルバム。

## 解説
アルバム『闇を抜けて〜アウト・オブ・ザ・トンネルズ・マウス』のリリースに伴うツアーにおけるライブ音源が使用されており、本作には同アルバムの8曲中6曲のライブ・バージョンが収録された。また、収録曲の一部はジェネシス時代の曲で、『月影の騎士』からの「ファース・オブ・フィフス」、『トリック・オブ・ザ・テイル』からの「ロス・エンドス」、『静寂の嵐』からの「ブラッド・オン・ザ・ルーフトップス」に加えて、『眩惑のブロードウェイ』からの抜粋による小品も含まれている。
William Ruhlmannはオールミュージックにおいて5点満点中3.5点を付け「聴衆達は、1970年代のイギリスで登場した、壮大かつ複雑なアレンジのロックを聴きに来ており、既に60代のベテランであるハケットの演奏を、とても楽しんでいる」と評している。

## 収録曲
特記なき楽曲はスティーヴ・ハケット作。

### ディスク1
1. イントロダクション - "Intro" - 2:18
2. エヴリデイ - "Every Day" - 6:50
3. ファイアー・オン・ザ・ムーン - "Fire on the Moon" - 6:16
4. エメラルド・アンド・アッシュ - "Emerald and Ash" (Steve Hackett, Roger King) - 8:59
5. ゴースト・イン・ザ・グラス - "Ghost in the Glass" (S. Hackett, R. King) - 3:22
6. エース・オブ・ワンズ - "Ace of Wands" - 6:48
7. ポリューションC - "Pollution C" - 2:21
8. ザ・ステップス - "The Steppes" - 6:00
9. スローガンズ - "Slogans" - 4:22
10. サーペンタイン・ソング - "Serpentine" - 6:42
11. チューブヘッド - "Tubehead" (S. Hackett, R. King) - 6:06

### ディスク2
1. スペクトラル・モーニングス - "Spectral Mornings" - 5:57
2. ファース・オブ・フィフス - "Firth of Fifth" (S. Hackett, Peter Gabriel, Tony Banks, Mike Rutherford, Phil Collins) - 10:39
3. ブラッド・オン・ザ・ルーフトップス - "Blood on the Rooftops" (S. Hackett, P. Collins) - 6:31
4. フライ・オン・ア・ウインドシールド - "Fly on a Windshield" (S. Hackett, P. Gabriel, T. Banks, M. Rutherford, P. Collins) - 2:06
5. ブロードウェイ・メロディ・オブ・1974 - "Broadway Melody of 1974" (S. Hackett, P. Gabriel, T. Banks, M. Rutherford, P. Collins) - 1:47
6. スリーパーズ - "Sleepers" (S. Hackett, Roger King, Nick Clabburn, Jo Lehmann) - 7:32
7. スティル・ウォーターズ - "Still Waters" (S. Hackett, J. Lehmann) - 5:31
8. ロス・エンドス - "Los Endos" (S. Hackett, T. Banks, M. Rutherford, P. Collins) - 7:43
9. クロックス - "Clocks" - 8:04

## 参加ミュージシャン
- スティーヴ・ハケット - ギター、ボーカル
- アマンダ・リーマン - ギター、ボーカル
- ロジャー・キング - キーボード
- ロブ・タウンゼント - フルート、サクソフォーン、ホイッスル、パーカッション、ボーカル
- ニック・ベッグス（英語版） - ベース、スティック、ベース・ペダル、ボーカル
- ゲイリー・オトゥール - ドラムス、パーカッション、ボーカル